# Handball-Bundesliga 1969/70
Die Saison 1969/70 der Handball-Bundesliga ist die vierte der zweigleisigen Spielzeiten in ihrer Geschichte.

## Saisonverlauf
16 Mannschaften spielten in zwei Staffeln zu je acht Mannschaften um die deutsche Meisterschaft 1970. Erstmals war dem Spiel um die Meisterschaft ein Halbfinale vorgeschaltet, für das sich die Tabellenersten und -zweiten der Staffeln Nord und Süd nach dem 14. Spieltag qualifizierten. Die Sieger aus den Halbfinalbegegnungen traten in einem Finale gegeneinander an. Der Gewinner ist Deutscher Meister 1970. Aufsteiger zur neuen Saison waren der TSV 1896 Rintheim,
der TV Großwallstadt, der TV Oppum 1894 und der VfL Bad Schwartau.
Deutscher Meister 1970 wurde zum achten Mal in der Vereinsgeschichte die Mannschaft von Frisch Auf Göppingen, die den Titelverteidiger und Gewinner der Staffel Nord, VfL Gummersbach, besiegte. Ebenfalls erstmals in dieser Saison stieg in dieser Saison aus jeder Staffel nur eine statt bisher zwei Mannschaften ab. Absteigen mussten der RSV Mülheim und die TS Esslingen 1890.
Der VfL Gummersbach gewann außerdem den Europapokal der Landesmeister.

## Statistiken

### Abschlusstabellen

#### Staffel Nord
| Rang | Verein                   | Sp. | S  | U | N  | Tore    | Diff. | Punkte |
| ---- | ------------------------ | --- | -- | - | -- | ------- | ----- | ------ |
| 1.   | VfL Gummersbach (M)      | 14  | 13 | 0 | 1  | 260:169 | +91   | 26:20  |
| 2.   | TSV Grün-Weiß Dankersen* | 14  | 9  | 2 | 3  | 220:188 | +32   | 20:80  |
| 3.   | Hamburger SV*            | 14  | 10 | 0 | 4  | 223:193 | +30   | 20:80  |
| 4.   | VfL Bad Schwartau (A)    | 14  | 6  | 1 | 7  | 227:227 | 0     | 13:15  |
| 5.   | TuS 05 Wellinghofen      | 14  | 5  | 1 | 8  | 173:183 | −10   | 11:17  |
| 6.   | THW Kiel                 | 14  | 4  | 2 | 8  | 151:176 | −21   | 10:18  |
| 7.   | TV Oppum 1894 (A)        | 14  | 3  | 2 | 9  | 191:235 | −44   | 08:20  |
| 8.   | RSV Mülheim              | 14  | 1  | 2 | 11 | 157:231 | −74   | 04:24  |

- Wegen Punktgleichheit fand zwischen dem Hamburger SV und TSV Grün-Weiß Dankersen in Hannover ein Entscheidungsspiel um den Einzug in die Finalrunde statt, das 15:14 endete. Als Ergebnis zog der Hamburger SV in das Halbfinale um die deutsche Meisterschaft ein.

##### Kreuztabelle
Die Kreuztabelle stellt die Ergebnisse der Spiele der Staffel Nord dieser Saison dar.
Die Heimmannschaft ist in der linken Spalte, die Gastmannschaft in der oberen Zeile aufgelistet.
| Bundesliga 1969/70 Staffel Nord | VfL Gummersbach | Hamburger SV | TSV Grün-Weiß Dankersen | VfL Bad Schwartau | TuS 05 Wellinghofen | THW Kiel | TV Oppum 1894 | RSV Mülheim |
| ------------------------------- | --------------- | ------------ | ----------------------- | ----------------- | ------------------- | -------- | ------------- | ----------- |
| VfL Gummersbach                 |                 | 18:14        | 21:12                   | 25:17             | 16:50               | 25:12    | 22:10         | 23:70       |
| Hamburger SV                    | 15:18           |              | 17:14                   | 22:16             | 10:70               | 17:10    | 18:15         | 14:12       |
| TSV Grün-Weiß Dankersen         | 13:17           | 13:11        |                         | 22:14             | 12:11               | 14:90    | 21:11         | 15:11       |
| VfL Bad Schwartau               | 15:18           | 17:23        | 13:13                   |                   | 14:12               | 13:14    | 23:16         | 18:80       |
| TuS 05 Wellinghofen             | 13:14           | 14:80        | 19:19                   | 14:12             |                     | 15:12    | 13:11         | 14:15       |
| THW Kiel                        | 08:12           | 08:9         | 09:12                   | 09:13             | 11:80               |          | 08:80         | 10:80       |
| TV Oppum 1894                   | 20:19           | 17:18        | 15:21                   | 13:18             | 18:12               | 10:19    |               | 14:14       |
| RSV Mülheim                     | 08:12           | 14:27        | 10:19                   | 18:24             | 11:16               | 12:12    | 09:13         |             |
| Stand: 26. November 1969        |                 |              |                         |                   |                     |          |               |             |

#### Staffel Süd
| Rang | Verein                 | Sp. | S  | U | N  | Tore    | Diff. | Punkte |
| ---- | ---------------------- | --- | -- | - | -- | ------- | ----- | ------ |
| 1.   | Frisch Auf Göppingen   | 14  | 13 | 0 | 1  | 268:200 | +68   | 26:20  |
| 2.   | SG Leutershausen       | 14  | 9  | 1 | 4  | 269:216 | +53   | 19:90  |
| 3.   | Reinickendorfer Füchse | 14  | 7  | 1 | 6  | 215:209 | +6    | 15:13  |
| 4.   | SpVgg 1887 Möhringen   | 14  | 6  | 2 | 6  | 236:222 | +14   | 14:14  |
| 5.   | TV Großwallstadt (A)   | 14  | 7  | 0 | 7  | 257:278 | −21   | 14:14  |
| 6.   | TV Hochdorf            | 14  | 4  | 2 | 8  | 204:234 | −30   | 10:18  |
| 7.   | TSV 1896 Rintheim (A)  | 14  | 4  | 1 | 9  | 205:246 | −39   | 09:19  |
| 8.   | TS Esslingen 1890      | 14  | 2  | 1 | 11 | 207:256 | −49   | 05:23  |

##### Kreuztabelle
Die Kreuztabelle stellt die Ergebnisse der Spiele der Staffel Süd dieser Saison dar.
Die Heimmannschaft ist in der linken Spalte, die Gastmannschaft in der oberen Zeile aufgelistet.
| Bundesliga 1969/70 Staffel Süd | Frisch Auf Göppingen | SG Leutershausen | Reinickendorfer Füchse | SpVgg 1887 Möhringen | TV Großwallstadt | TV Hochdorf | TSV 1896 Rintheim | TS Esslingen 1890 |
| ------------------------------ | -------------------- | ---------------- | ---------------------- | -------------------- | ---------------- | ----------- | ----------------- | ----------------- |
| Frisch Auf Göppingen           |                      | 20:19            | 17:15                  | 21:11                | 26:21            | 17:13       | 22:16             | 20:10             |
| SG Leutershausen               | 11:18                |                  | 20:10                  | 30:19                | 23:17            | 19:15       | 26:16             | 22:13             |
| Reinickendorfer Füchse         | 15:20                | 17:15            |                        | 23:12                | 19:15            | 16:10       | 26:16             | 15:90             |
| SpVgg 1887 Möhringen           | 10:15                | 09:90            | 11:12                  |                      | 31:14            | 20:17       | 24:90             | 22:14             |
| TV Großwallstadt               | 17:16                | 17:16            | 20:17                  | 22:19                |                  | 17:19       | 18:14             | 19:15             |
| TV Hochdorf                    | 11:16                | 18:19            | 10:80                  | 14:14                | 17:23            |             | 14:14             | 18:13             |
| TSV 1896 Rintheim              | 14:17                | 11:19            | 17:15                  | 13:14                | 23:18            | 21:90       |                   | 13:10             |
| TS Esslingen 1890              | 17:23                | 16:21            | 17:17                  | 19:20                | 23:19            | 17:19       | 14:80             |                   |
| Stand: 22. November 1969       |                      |                  |                        |                      |                  |             |                   |                   |

| Legende |                                                               |
|         | Teilnehmer an der Endrunde um die deutsche Meisterschaft 1970 |
|         | Absteiger in die Regionalliga                                 |
| (M)     | Deutscher Handballmeister 1969                                |
| (A)     | Aufsteiger aus der Regionalliga                               |

## Endrunde um die deutsche Meisterschaft

### Halbfinale
Die Tabellenersten und -zweiten der Staffeln Nord und Süd nach dem 14. Spieltag qualifizierten sich für die Endrunde um die deutsche Meisterschaft und traten in vier Halbfinalspielen gegeneinander an.
Ergebnisse der Halbfinalbegegnungen
| Datum         | Team 1               | Team 2               | Ergebnis |
| ------------- | -------------------- | -------------------- | -------- |
| 14. Dez. 1969 | SG Leutershausen     | VfL Gummersbach      | 17:18    |
| 14. Dez. 1969 | Hamburger SV         | Frisch Auf Göppingen | 13:15    |
| 21. Dez. 1969 | VfL Gummersbach      | SG Leutershausen     | 24:10    |
| 21. Dez. 1969 | Frisch Auf Göppingen | Hamburger SV         | 14:13    |

### Finale
Das Spiel um die deutsche Meisterschaft wurde am 3. Januar 1970 zwischen Frisch Auf Göppingen und dem VfL Gummersbach vor etwa 11.200 Zuschauern in der Festhalle in Frankfurt am Main ausgetragen. Deutscher Handballmeister 1970 wurde zum achten Mal in der Vereinsgeschichte die Mannschaft von Frisch Auf Göppingen, die das Team des VfL Gummersbach mit 22:18 (10:7) besiegte.
Ergebnis der Finalbegegnung
| Datum        | Team 1               | Team 2          | Ergebnis |
| ------------ | -------------------- | --------------- | -------- |
| 3. Jan. 1970 | Frisch Auf Göppingen | VfL Gummersbach | 22:18    |

#### Meistermannschaft
| 1. | Frisch Auf Göppingen |
|    | - Mannschaft: Uwe Rathjen; Bayer, Bucher (7), Cachay, Eisele (2), Epple (1), Max Müller (5), Patzer (4), Pflüger (1), Horst Singer (2), Schunter - Trainer: Bernhard Kempa |